# Kimmériai lemez
A kimmériai lemez egy ősi kőzetlemez, amelynek részeit a mai anatóliai, iráni, afganisztáni, tibeti, indokínai és maláj régiók tartalmazzák. A kimmériai lemez korábban Pangea szuperkontinensnek volt a része. Pangea egy hatalmas C betűre hasonlított, arccal kelet felé, és a C betű belsejében volt a Paleo-Tethys-óceán. Két mikrokontinens, amelyek jelenleg Kína részei, a Paleo-Tethys-óceán kiterjedt keleti részén feküdt. Mintegy 300 millió évvel ezelőtt szakadék kezdett szétnyílni kelet felől, amely egy hosszú, vékony ívet vágott le a kontinens déli karjáról, amely magában foglalta a mai Ausztráliát, Antarktiszt, Indiát és Afrika-Arábiát. Ezt a mikrokontinenst nevezzük Kimmériának. Emögött az új mikrokontinens mögött a szakadékban egy új óceán keletkezett, a Tethys-óceán. Ahogy a Tethys-óceán kiszélesedett, Kimmériát maga előtt tolta a Paleo-Tethys-óceán aljzatán északra, Laurázsia, Pangea északkeleti karja felé.
Ahogy a Paleo-Tethys-óceán aljzata észak felé mozgott, az Laurázsia alá bukott, és Kimméria végül egyesült Laurázsiával, először a nyugati végén, mintegy 220 millió évvel ezelőtt, és a Paleo-Tethys kezdett eltűnni teljesen, nyugatról keletre záródva. A kontinensek összeütközése hegyek kiemelkedésével járt a varrat mentén, amit kimmériai orogén (hegységképződési) fázisnak nevezünk. Kimméria keleti végén egyesült a kínai mikrokontinensekkel, mintegy 200 millió éve, és a kimmériai hegységképződés a lemez északi határának egész hosszában kiterjedt. A Paleo-Tethys legnagyobb része 150 millió évvel ezelőttre már eltűnt. Több hegy akkor emelkedett fel, amikor a kínai lemezek északi sarka összeütközött Kelet-Laurázsiával. Laurázsiával való összeütközése után, mintegy 200 millió évvel ezelőtt (a korai jura szakaszban) kialakult a Tethys-árok Dél-Kimmérián, a Tethys-óceán alá bukva, szigetíveket és új hegykoszorúkat alkotva a területen.
A Tethys-szakadék végül nyugat felé terjedt kettéosztva Pangeát, és az Atlanti-óceán növekedése elválasztotta az északi szuperkontinenst, Laurázsiát, a déli szuperkontinstől, Gondwanától. Mintegy 150 millió éve Gondwana is szakadozni kezdett, és az indiai, valamint az afrikai-arábiai kontinensek kezdtek északra, Laurázsia felé sodródni, amelynek déli partvidékét Kimméria ez idő tájt formálta át. Afrika-Arábia és India végül egyesültek Ázsiával mintegy 30 millió évvel ezelőtt, újraegyesítve Kimmériát korábbi gondwanai szomszédaival, behorpasztva és összecsukva a korábbi Kimméria kontinenst, kialakítva az Alpok, a Kaukázus, a Zagrosz hegységeket, a Hindukust, a Pamírt, a Szulejmán-hegységet, az Iráni-fennsíkot, a Himaláját, a tibeti felföldet és a burmai hegyvidéket. Ezt nevezzük alpi orogén fázisnak.

## Fordítás
Ez a szócikk részben vagy egészben  a   Cimmerian Plate című angol Wikipédia-szócikk fordításán alapul.  Az eredeti cikk szerkesztőit annak laptörténete sorolja fel. Ez a jelzés csupán a megfogalmazás eredetét és a szerzői jogokat jelzi, nem szolgál a cikkben szereplő információk forrásmegjelöléseként.